# Надор
Надо́р (бербер. ⴻⵏⵏⴰⴹⵓⵔ; араб. الناظور або الناضور) — місто у Марокко на узбережжі Середземного моря. Має переважно берберське населення та є другим найбільшим містом Східного регіону Марокко за кількістю населення (161 726 осіб). Розташоване за 10 км від іспанського міста Мелілья.

## Назва
Походження назви міста є не до кінця зрозумілим. За однією з версій, воно походить від назви невеликого берберського поселення, що стояло раніше на цьому місці. За іншою версією, назва міста походить від арабського терміна, що позначає маяк чи краєвид.

## Географія
Надор посідає 19-те місце за кількістю населення в країні та є центром провінції Надор у Східній області Марокко. 
Місто лежить вздовж лагуни на узбережжі Середземного моря. Розташоване приблизно за 75 км на захід від кордону з Алжиром та за 10 км на південь від іспанського анклаву Мелілья. 

## Економіка

Готель у середмісті

Двома основними економічними галузями Надору є рибальство та сільське господарство. Іншим видами зайнятості населенняп є текстильна, хімічна та металургійна галузі. Останнім часом значним фактором економіки міста також стає туризм.
Розташування на узбережжі Середземного моря та близькість до нього іспанського міста Мелілья зумовлюють розвиток в місті міжнародної торгівлі. Зокрема, в Надорі присутні чимало товарів іспанського походження.
Протягом літніх місяців Надор відвідують сотні тисяч марокканських мігрантів, що мешкають в Європі та походять з провінції або з самого міста Надор. Ці відвідувачі роблять великий внесок у розвиток міста, купуючи нерухомість, допомагаючи своїм сім'ям та стимулюючи загальну місцеву торгівлю та туризм.

## Клімат
Надор має спекотний семі-аридний (степовий) клімат (BSh) за Класифікацією кліматів Кеппена). Кількість опадів взимку переважає над їх кількістю влітку. Середньорічна температура в Надорі становить, а середньорічна кількість опадів — близько 313 мм.
| Клімат Надору                          | Клімат Надору | Клімат Надору | Клімат Надору | Клімат Надору | Клімат Надору | Клімат Надору | Клімат Надору | Клімат Надору | Клімат Надору | Клімат Надору | Клімат Надору | Клімат Надору | Клімат Надору |
| Показник                               | Січ.          | Лют.          | Бер.          | Квіт.         | Трав.         | Черв.         | Лип.          | Серп.         | Вер.          | Жовт.         | Лист.         | Груд.         | Рік           |
| Середній максимум, °C                  | 16,6          | 17,2          | 18,9          | 20,8          | 23,5          | 26,7          | 29,6          | 30,1          | 27,8          | 24,6          | 20,7          | 18,1          | 22,9          |
| Середній мінімум, °C                   | 8,4           | 8,9           | 10,7          | 12,4          | 15,0          | 18,0          | 20,7          | 21,8          | 19,5          | 16,2          | 12,4          | 10,0          | 14,5          |
| Норма опадів, мм                       | 52            | 37            | 33            | 38            | 21            | 7             | 1             | 3             | 16            | 24            | 33            | 48            | 313           |
| -------------------------------------- | ------------- | ------------- | ------------- | ------------- | ------------- | ------------- | ------------- | ------------- | ------------- | ------------- | ------------- | ------------- | ------------- |
| Джерело: Climate-Data.org,Climate data |               |               |               |               |               |               |               |               |               |               |               |               |               |

## Транспорт
Надор має велику мережу автобусних сполучень, а з 2009 року в місті також працює залізниця. До того ж, відвідувачі можуть дістатися міста морем з Альмерії в Іспанії та Сета у Франції.
Також у місті функціонує Міжнародний аеропорт Надор, що має маршрути до багатьох  європейських міст Європи.